# Solid Gold: 30 Golden Hits
Solid Gold: 30 Golden Hits, também conhecida como 30 Golden Hits/21 Golden Years, é uma coletânea musical de James Brown. O álbum duplo foi lançado em 1977 pela Polydor e relançado pelo selo em 1986. As notas do álbum listam as datas de lançamento e as posições alcançadas nas paradas musicais americanas de cada canção e uma dissertação de Cliff White. De acordo com o crítico da Allmusic,  William Ruhlman, a coleção era "estado de arte", "não apenas...para muitas coletâneas de Brown que se seguiriam nos anos seguintes, mas também para o boom de coletâneas em geral". Em 1981, o crítico do Village Voice, Robert Christgau, a descreveu como "uma coleção essencial." A Allmusic afirma que a coletânea supre "a essência de James Brown", e também afirma que só foi superado pelo box set com 4 discos de 1991, Star Time".

## Lista de faixas
Lado A
1. "Please, Please, Please" (James Brown, Johnny Terry)
  - #5 Black Singles (1956)[4] / #95 Black Singles (1964) / #95 Pop Singles(1964)
2. "Try Me" (Brown)
  - #1 Black Singles (1959) / #48 Pop Singles (1959) / #34 Black Singles (1965) / #63 Pop Singles (1965)
3. "Good Good Lovin'" (Brown, Albert Shubert)
4. "I'll Go Crazy" (Brown)
  - #15 Black Singles (1960) / #38 Black Singles (1966) / #73 Pop Singles (1966)
5. "Think" (Lowman Pauling)
  - #7 Black Singles (1960) / #33 Pop Singles (1960) / #100 Pop Singles (1967) / #15 Black Singles (1973) / #77 Pop Singles (1973)
6. "Night Train" (Jimmy Forrest, Lewis Simpkins, Oscar Washington)
  - #5 Black Singles (1962) / #35 Pop Singles (1962)
7. "Out of Sight" (Ted Wright)
  - #24 Black Singles (1964) / #24 Pop Singles (1964)
8. "Papa's Got a Brand New Bag" (Brown)
  - #1 Black Singles (1965) / #8 Pop Singles (1965) / #25 UK Singles (1965)[5]
9. "I Got You (I Feel Good)" (Brown)
  - #1 Black Singles (1965) / #3 Pop Singles (1965) / #29 UK Singles (1966)
10. "It's a Man's Man's Man's World" (Brown, Betty Jean Newsome)
  - #1 Black Singles (1966) / #8 Pop Singles (1966) / #13 UK Singles (1966)

Lado B
1. "Cold Sweat" (Brown, Pee Wee Ellis)
  - #1 Black Singles (1967) / #7 Pop Singles (1967)
2. "There Was a Time" (Brown, Bud Hobgood)
  - #3 Black Singles (1968) / #36 Pop Singles (1968)
3. "I Got the Feelin' (Brown)
  - #1 Black Singles (1968) / #6 Pop Singles (1968)
4. "Say It Loud (I'm Black and I'm Proud)" (Brown, Ellis)
  - #1 Black Singles (1968) / #10 Pop Singles (1968)
5. "Give It Up or Turnit a Loose" (Charles Bobbit)
  - #1 Black Singles (1969) / #15 Pop Singles (1969)
6. "Mother Popcorn" (Brown, Ellis)
  - #1 Black Singles (1969) / #11 Pop Singles (1969)
7. "Get Up (I Feel Like Being a) Sex Machine" (Brown, Bobby Byrd, Ron Lenhoff)
  - #2 Black Singles (1970) / #15 Pop Singles (1970) / #61 Pop Singles (1975) / #32 UK Singles (1970)
8. "Super Bad" (Brown)
  - #1 Black Singles (1970) / #13 Pop Singles (1970)

Lado C
1. "Soul Power" (Brown)
  - #3 Black Singles (1971) / #29 Pop Singles (1971)
2. "Hot Pants" (Brown, Fred Wesley)
  - #1 Black Singles (1971) / #15 Pop Singles (1971)
3. "Make It Funky" (Bobbit, Brown)
  - #1 Black Singles (1971) / #22 Pop Singles (1971)
4. "Talking Loud and Saying Nothing" (Brown, Byrd)
  - #1 Black Singles (1972) / #27 Pop Singles (1972)
5. "Honky Tonk" (Billy Butler, Bill Doggett, Clifford Scott, Berisford "Shep" Shepherd)
6. "Get on the Good Foot" (Brown, Joe Mims, Wesley)
  - #1 Black Singles (1972) / #18 Pop Singles (1972)
7. "The Payback"

Lado D
1. "My Thang" (Brown)
  - #1 Black Singles (1974) / #29 Pop Singles (1974)
2. "Papa Don't Take No Mess" (Bobbit, Brown, Starks, Wesley)
  - #1 Black Singles (1974) / #331 Pop Singles (1974)
3. "Funky President (People It's Bad)" (Brown)
  - #4 Black Singles (1975)
4. "Hot (I Need To Be Loved, Loved, Loved, Loved)" (Brown)
  - #31 Black Singles (1976)
5. "Get Up Offa That Thing" (Brown)
  - #4 Black Singles (1976) / #45 Pop Singles / #22 UK Singles (1976)